# Мингареев, Рафхат Шагимарданович
Рафхат Шагимарданович Мингареев (3 октября 1917, Давлеканово — 24 октября 1990) — советский инженер-нефтяник, лауреат Ленинской премии.

## Биография
Родился в селе Давлеканово (ныне — Давлекановского района Башкирии) в семье служащего.
Учёба:
- 1925—1929 начальная школа в Давлеканово.
- 1929—1932 школа-семилетка г. Уфы.
- 1933—1937 Стерлитамакский нефтяной техникум (сейчас — Ишимбайский нефтяной колледж) по специальности «техника эксплуатации нефтяных скважин», окончил с отличием.
- 1937—1941 Московский нефтяной институт им. И. М. Губкина, диплом «инженер-механик по нефтепромысловому оборудованию».
- 1943—1945 аспирантура нефтяного института (не окончил).

Трудовая биография:
- 1941 начальник студенческого строительного отряда по строительству оборонительных укреплений в районе Смоленска.
- 1941—1942 механик по сдаче нефти Ванновскому НПЗ
- 1942—1943 помощник мастера, мастер по добыче нефти, инженер-механикпромысла «Андижан».
- 1943—1945 секретарь комитета комсомола Московского нефтяного института (освобождённый).
- 1945—1949 начальник производственно-технического отдела, сменный помощник директора, главный инженер, директор Шугуровского нефтепромысла Главвостокнефтедобычи, с. Шугуры, Татарстан;
- 1949—1950 заведующий нефтепромыслом «Ромашкино» треста «Татнефть»;
- 1950—1951 главный инженер Шугуровского нефтепромысла
- 1950—1951 директор конторы бурения № 2 треста «Татбурнефть»;
- 1952—1955 управляющий трестом «Бавлынефть» объединения «Татнефть»;
- 1955—1957 начальник НПУ «Альметьевскнефть»; главный инженер объединения «Татнефть»;
- 1957—1963 главный инженер, начальник (с 1960) Управления нефтяной промышленности Татарского совнархоза, Казань;
- 1963—1965 — начальник самого крупного в СССР нефтедобывающего объединения «Татнефть» Средне-Волжского экономического района, г. Альметьевск;
- 1965—1974 заместитель министра нефтедобывающей промышленности СССР,
- 1970 — защищает диссертацию на соискание учёной степени кандидата технических наук. Тема диссертации «Интенсификация и регулирование разработки Ромашкинского нефтяного месторождения»;
- 1974—1984 директор Всесоюзного научно-исследовательского института организации, управления и экономики нефтегазовой промышленности (ВНИИОЭНГ).

## Избранные труды
- Мингареев, Рафхат Шагимарданович. Регулирование процессов разработки на Ромашкинском нефтяном месторождении [Текст] / Р. Ш. Мингареев, Г. Г. Вахитов, С. А. Султанов. — Казань : Таткнигоиздат, 1965. — 92 с. https://search.rsl.ru/ru/record/01006349611
- Мингареев Р. Ш., Тронов В. П., Арзамасцев Ф. Г., Максутов Р. А., Грайфер В. И., Вахитов Г. Г., Саттаров У. Г., Арутюнов А. И., Байков Н. М. 017. Авторское свидетельство № 299529 от 04.12.1968 Способ обезвоживания и обессоливания нефти
- Мингареев, Рафхат Шагимарданович. Эксплуатация месторождений битумов и горючих сланцев / Р. Ш. Мингареев, И. И. Тучков. — М. : Недра, 1980. — 572 с. https://search.rsl.ru/ru/record/01001006525
- Технический прогресс в нефтяной промышленности в десятой пятилетке / [Р. Ш. Мингареев, Г. И. Григоращенко, А. П. Смирнов и др.]. — М. : Недра, 1981. — 208 с. https://search.rsl.ru/ru/record/01001037037
- Мингареев, Рафхат Шагимарданович. Экономика подготовки нефти и газа [Текст] / Р. Ш. Мингареев, В. И. Лузин. — Москва : Недра, 1972. — 173 с. https://search.rsl.ru/ru/record/01007371377

## Награды
За работу «Новая система разработки нефтяных месторождений с применением внутриконтурного заводнения, её осуществление на крупнейшем в СССР Ромашкинском нефтяном месторождении» в составе группы специалистов объединения «Татнефть» и ВНИИнефти в 1962 году удостоен Ленинской премии.
Награждён орденом Ленина, 4 орденами Трудового Красного Знамени, медалями. Почётный нефтяник СССР, лауреат премии им. И. М. Губкина.